# Ostrovní hry 2011
14. ročník Ostrovních her se konal od 25. června do 1. července na anglickém ostrově Wight. Hlavním pořadatelm byla Mezinárodní asociace ostrovních her (IIGA).
Zúčastnilo se jich okolo 4000 sportovců 25 různých ostrovů (včetně Gibraltaru, což je poloostrov) a soutěžilo se v těchto 16 disciplínách:
- lehká atletika
- badminton
- basketbal
- cyklistika
- fotbal
- golf
- lukostřelba
- jachting
- plavání
- squash
- stolní tenis
- sportovní střelba na terč
- sportovní střelba na asfaltové holuby
- tenis
- volejbal
- windsurfing

Maskotem her byla veverka obecná.
Zajímavostí je, že se jednalo o největší mezinárodní sportovní událost, jakou do té doby ostrov Wight zažil.